# Південно-Уральське гірське акціонерне товариство
Південно-Уральське гірське акціонерне товариство - акціонерне товариство в Баймак-Таналиківському районі у XX столітті.
Існувало у 1912-1919. Головне управління заводами та копальнями знаходилося в селі Баймако-Таналиково в даний час місто Баймак.